# برنارد غيلكي
برنارد غيلكي (بالإنجليزية: Bernard Gilkey) هو لاعب كرة قاعدة أمريكي، ولد في 24 سبتمبر 1966 في سانت لويس في الولايات المتحدة.

## وصلات خارجية
- برنارد غيلكي على موقعبيزبول رفرنس.كوم (الدوري الرئيسي) (الإنجليزية)
- برنارد غيلكي على موقعبيزبول رفرنس.كوم (الدوري الثانوي) (الإنجليزية)